# Переславская железная дорога
Переславская железная дорога — официальное название частной узкоколейной железной дороги, работавшей в 1989—2004 годах. Взаимодействовала с Переславским железнодорожным музеем.
Переславская железная дорога была создана группой энтузиастов, выкупивших железнодорожные пути закрывшегося Купанского транспортного управления. После прекращения массовой добычи торфа эти пути стали ненужными и должны были быть ликвидированы.

Карта по состоянию на 1990 год
Карта по состоянию на 2002 год

С 1990 до 23 мая 2003 года на Переславской железной дороге регулярно курсировали пассажирские поезда по двум маршрутам: Переславль—Купанское и Купанское—Кубринск. Пассажирские перевозки пользовались спросом у жителей Переславского района и туристов. Несколько раз в год по железной дороге проходили ретро-поезда с паровозами — экспонатами Переславского железнодорожного музея.
Протяжённость линий, открытых для пассажирского движения, в 2001 году составляла 41 километр. На отдельных участках железная дорога пролегала вдоль берега Плещеева озера.
В 2003 году по решению владельцев железная дорога была закрыта. В 2004—2005 годах рельсовый путь был разобран на всём протяжении дороги, кроме очень короткого участка у музея.

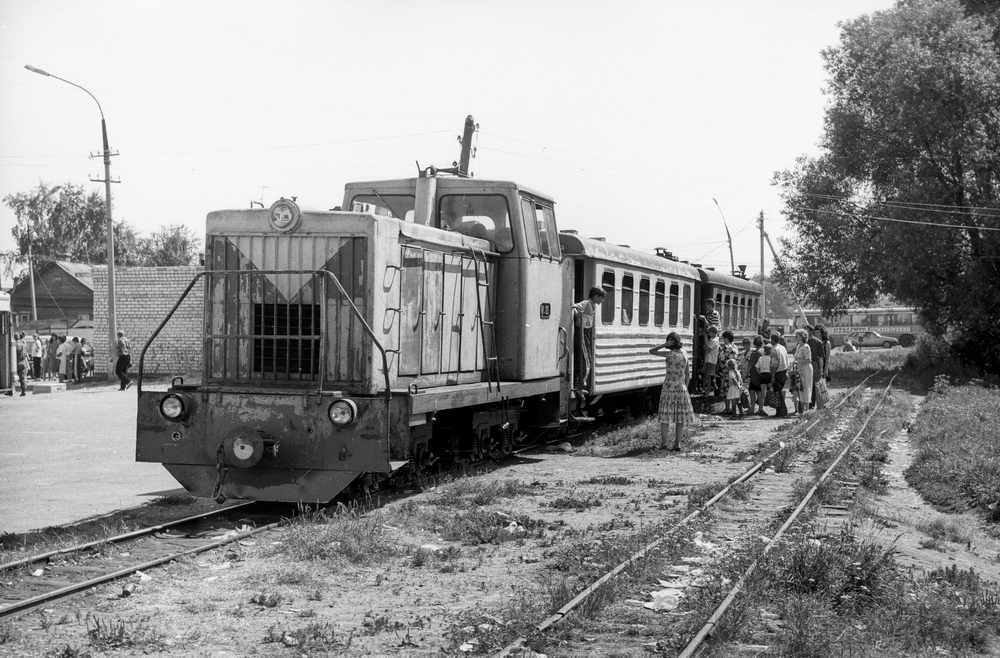
1997 год
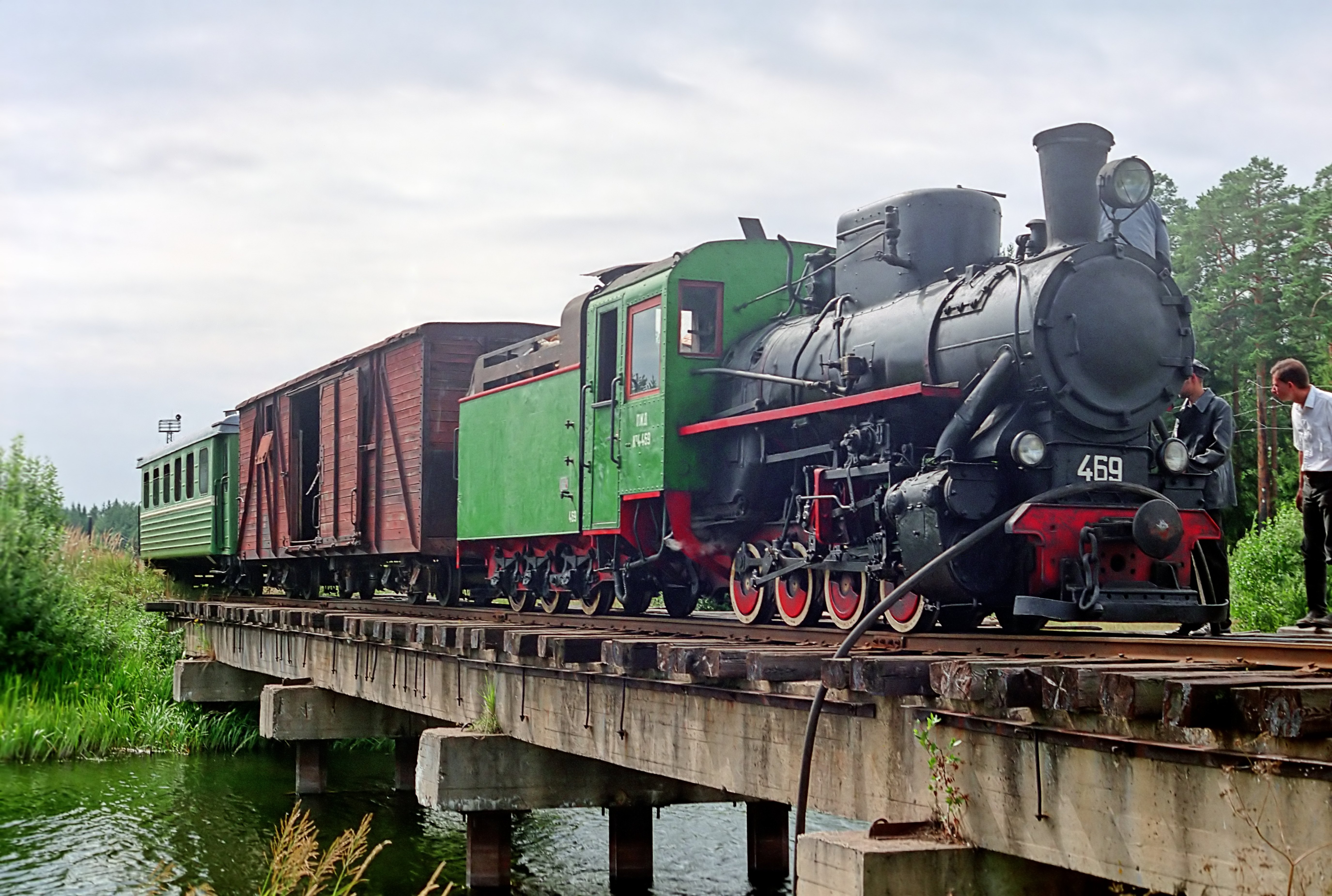
Ретро-поезд в 2001 году
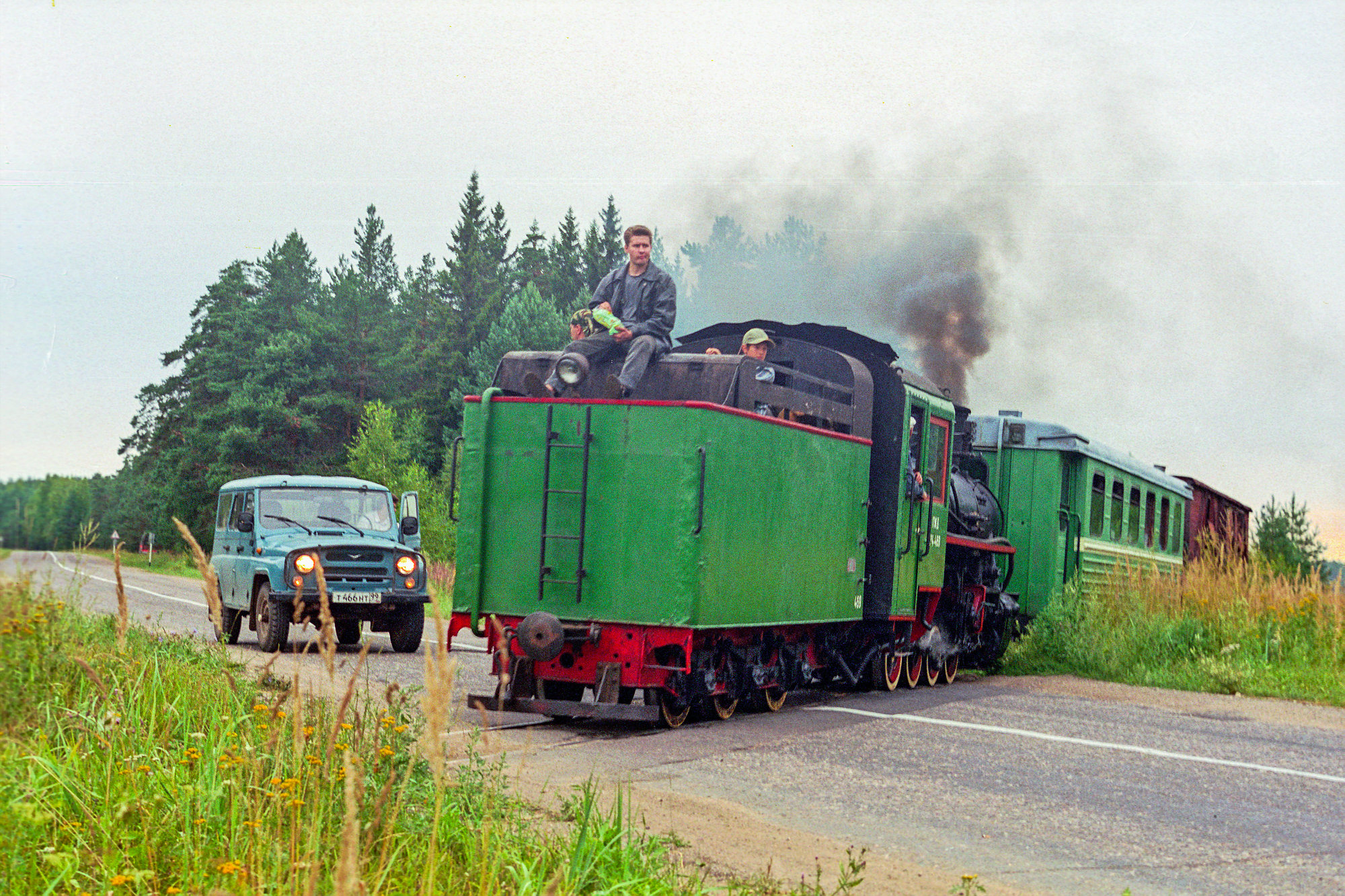
Ретро-поезд в 2001 году
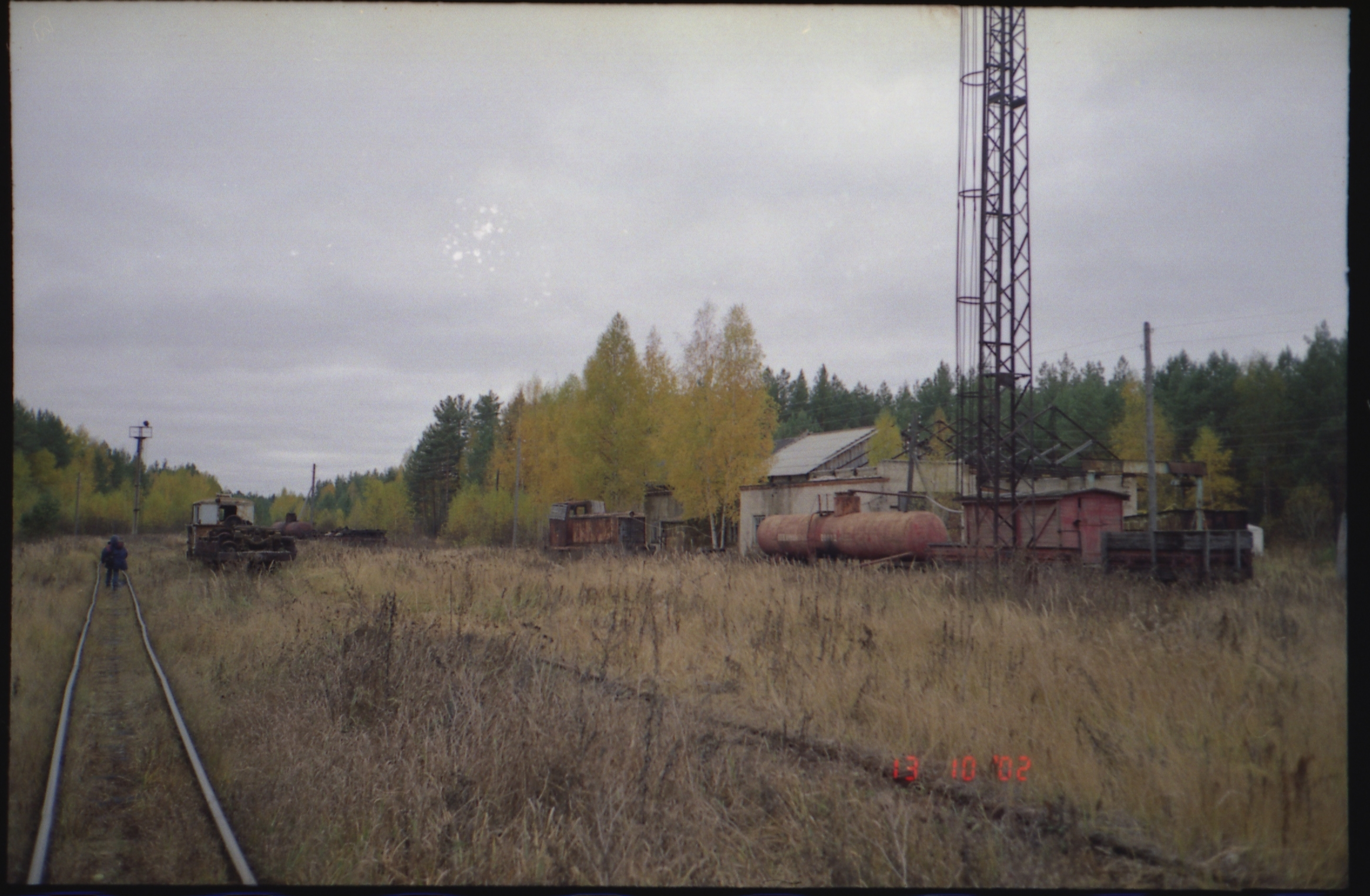
Станция Вёкса с депо в 2002 году
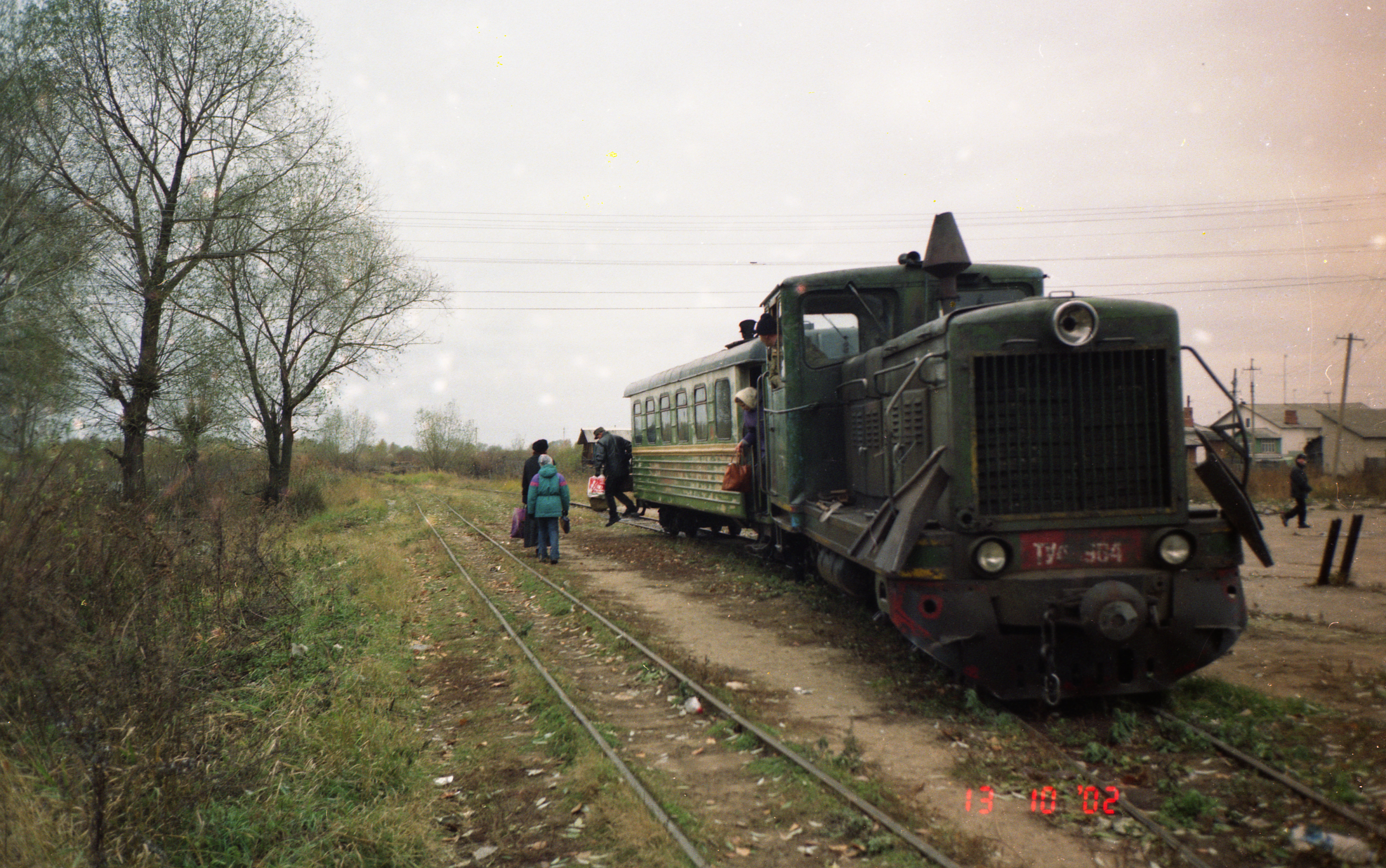
Поезд из Купанского прибыл в Переславль. Осень 2002 г.
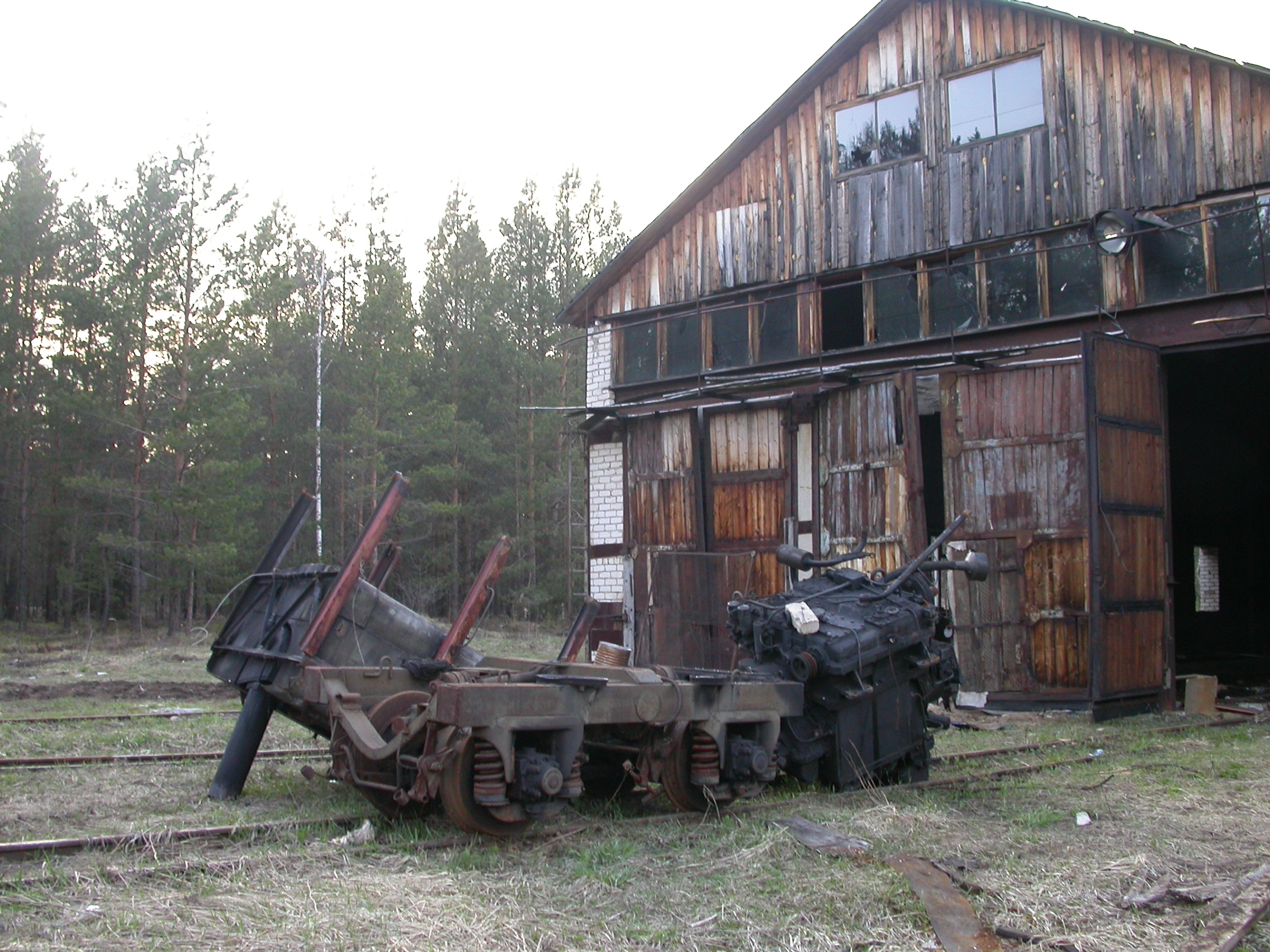
Порезка тепловоза ТУ7-1570 в депо Вёкса при закрытии дороги
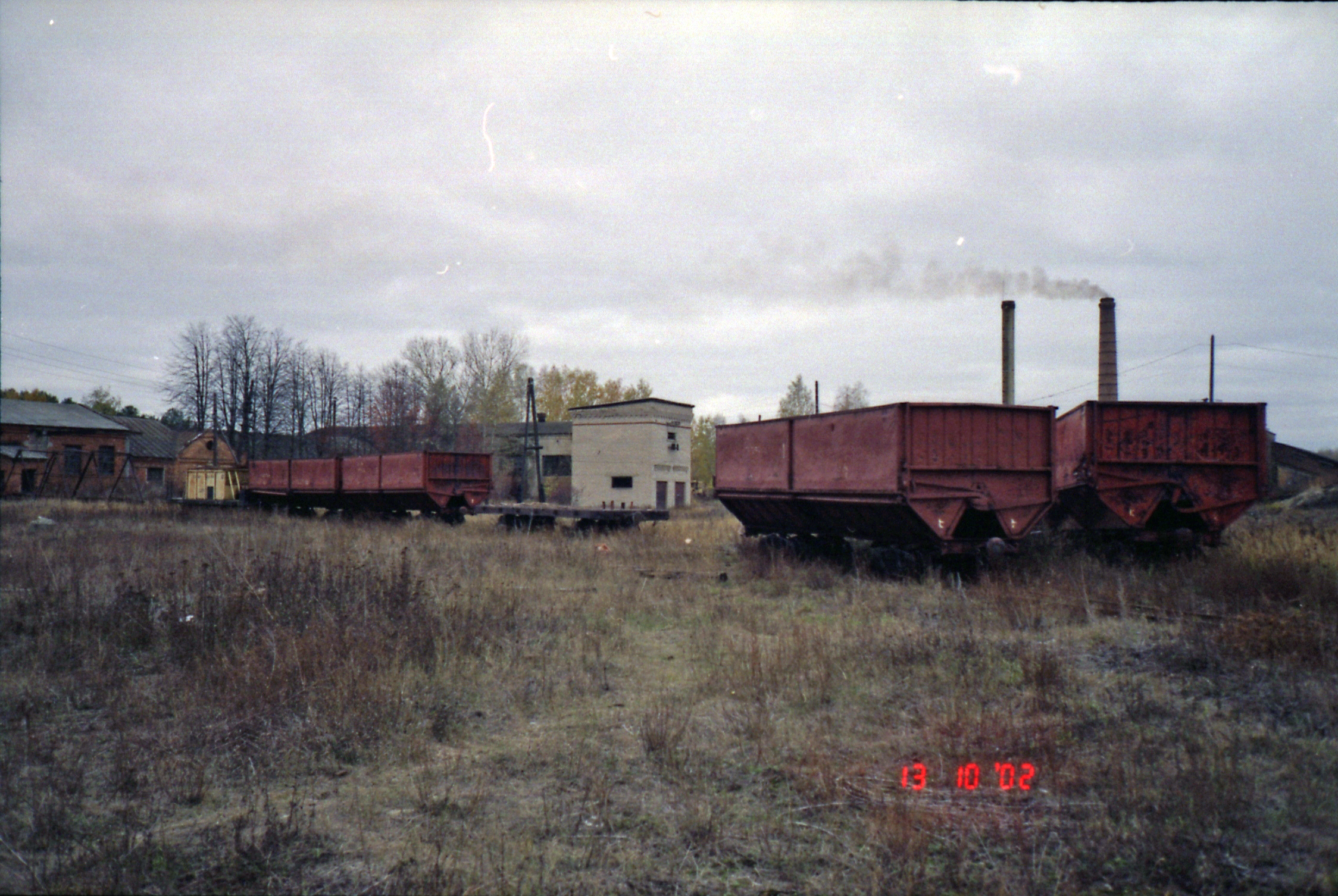
Пути торфяной котельной в посёлке Купанское